# Prvenstvo Splitskog nogometnog podsaveza 1957./58.
Prvenstvo Splitskog nogometnog podsaveza je u sezoni 1957./58. predstavljalo ligu trećeg ranga nogometmog prvenstva Jugoslavije. 
 
Sudjelovalo je 12 klubova, a ligu je osvojio  "Dalmatinac" iz Splita.

## Ljestvica
| Poredak | Klub              | Utakmica | Pobjeda | Neodlučeno | Poraza | Postigli golova | Primili golova | Gol-razlika | Bodova |
| ------- | ----------------- | -------- | ------- | ---------- | ------ | --------------- | -------------- | ----------- | ------ |
| 1.      | Dalmatinac Split  | 22       | 14      | 6          | 2      | 67              | 22             | +45         | 34     |
| 2.      | Zadar             | 22       | 12      | 5          | 5      | 56              | 28             | +28         | 29     |
| 3.      | Solin             | 22       | 13      | 3          | 6      | 43              | 48             | -5          | 29     |
| 4.      | Zmaj Makarska     | 22       | 11      | 5          | 6      | 39              | 33             | +6          | 27     |
| 5.      | Slaven Trogir     | 22       | 10      | 4          | 8      | 62              | 40             | +22         | 24     |
| 6.      | Junak Sinj        | 22       | 8       | 5          | 9      | 52              | 45             | +7          | 21     |
| 7.      | Val Kaštel Stari  | 22       | 8       | 5          | 9      | 43              | 50             | -7          | 21     |
| 8.      | Orkan Dugi Rat    | 22       | 8       | 5          | 9      | 35              | 41             | -6          | 21     |
| 9.      | Rudar Siverić     | 22       | 8       | 4          | 10     | 41              | 63             | -22         | 20     |
| 10.     | Omladinac Vranjic | 22       | 7       | 4          | 11     | 49              | 41             | +8          | 18     |
| 11.     | Naprijed Vis      | 22       | 3       | 3          | 16     | 36              | 78             | -42         | 9      |
| 12.     | Troglav Livno     | 22       | 3       | 3          | 16     | 16              | 70             | -54         | 9      |

- "Troglav" – klub iz Bosne i Hercegovine

## Rezultatska križaljka
| kratica | klub              | DAL | JUN | NAP | OML | ORK | RUD | SLA | SOL | TRO | VAL | ZAD | ZMAJ |
| --- | ----------------- | --- | --- | --- | --- | --- | --- | --- | --- | --- | --- | --- | ---- |
| DAL | Dalmatinac Split  |     |     |     |     |     |     |     |     |     |     |     |      |
| JUN | Junak Sinj        |     |     |     |     |     |     |     |     |     |     |     |      |
| NAP | Naprijed Vis      |     |     |     |     |     |     |     |     |     |     |     |      |
| OML | Omladinac Vranjic |     |     |     |     |     |     |     |     |     |     |     |      |
| ORK | Orkan Dugi Rat    |     |     |     |     |     |     |     |     |     |     |     |      |
| RUD | Rudar Siverić     |     |     |     |     |     |     |     |     |     |     |     |      |
| SLA | Slaven Trogir     |     |     |     |     |     |     |     |     |     |     |     |      |
| SOL | Solin             |     |     |     |     |     |     |     |     |     |     |     |      |
| TRO | Troglav Livno     |     |     |     |     |     |     |     |     |     |     |     |      |
| VAL | Val Kaštel Stari  |     |     |     |     |     |     |     |     |     |     |     |      |
| ZAD | Zadar             |     |     |     |     |     |     |     |     |     |     |     |      |
| ZMAJ | Zmaj Makarska     |     |     |     |     |     |     |     |     |     |     |     |      |
| |                   |     |     |     |     |     |     |     |     |     |     |     |      |
| podebljan rezultat - utakmice od 1. do 11. kola (1. utakmica između klubova) rezultat normalne debljine - utakmice od 12. do 22. kola (2. utakmica između klubova) rezultat nakošen - nije vidljiv redoslijed odigravanja međusobnih utakmica iz dostupnih izvora rezultat nakošen i smanjen * - iz dostupnih izvora nije uočljiv domaćin susreta prekrižen rezultat - poništena ili brisana utakmica p - utakmica prekinuta 3:0 p.f. / 0:3 p.f. - rezultat 3:0 bez borbe |                   |     |     |     |     |     |     |     |     |     |     |     |      |

 Izvori: 

## Kvalifikacije za ulazak u Drugu saveznu ligu – Zapad

### VI. grupa
Poredak:
| Poredak | Klub               | Utakmica | Pobjeda | Neodlučeno | Poraza | Postigli golova | Primili golova | Gol-razlika | Bodova |
| ------- | ------------------ | -------- | ------- | ---------- | ------ | --------------- | -------------- | ----------- | ------ |
| 1.      | Borac Banja Luka   | 4        | 3       | 0          | 1      | 29              | 10             | +19         | 6      |
| 2.      | Dalmatinac Split   | 4        | 2       | 0          | 2      | 14              | 23             | -9          | 4      |
| 3.      | Tekstilac Derventa | 4        | 1       | 0          | 3      | 11              | 21             | -10         | 2      |

"Borac" iz Banja Luke se plasirao u Drugu ligu – Zapad 

Rezultati:
| 21.07./03.08. |  | Tekstilac |  | – |  | Borac      |  | 1:5, 3:8  |
| 27.07./10.08. |  | Tekstilac |  | – |  | Dalmatinac |  | 3:1, 4:7  |
| 30.07./17.08. |  | Borac     |  | – |  | Dalmatinac |  | 10:2, 3:4 |

## Poveznice
- Grupno prvenstvo Splitskog nogometnog podsaveza 1957./58.